# Anin (Golędzkie)
Anin – kolonia wsi Golędzkie w Polsce, położona w województwie łódzkim, w powiecie kutnowskim, w gminie Oporów.
W latach 1975–1998 kolonia administracyjnie należała do województwa płockiego.